# Cornipulvina
Cornipulvina är ett släkte av svampar. Cornipulvina ingår i familjen Boliniaceae, ordningen Boliniales, klassen Sordariomycetes, divisionen sporsäcksvampar och riket svampar.
|              | Lentomitella                               |
|              |                                            |
|              | Endoxyla                                   |
|              |                                            |
|              | Mollicamarops                              |
|              |                                            |
|              | Camaropella                                |
|              |                                            |
| Cornipulvina | \| \| Cornipulvina ellipsoides \| \| \| \| |
|              | \| \| Cornipulvina ellipsoides \| \| \| \| |
|              | Pseudovalsaria                             |
|              |                                            |
|              | Neohypodiscus                              |
|              |                                            |
|              | Camarops                                   |
|              |                                            |
|              | Linostomella                               |
|              |                                            |
|              | Apiocamarops                               |
|              |                                            |
|              | Cornipulvina ellipsoides                   |
|              |                                            |

|  | Cornipulvina ellipsoides |
|  |                          |